# Redlham
Redlham est une commune autrichienne du district de Vöcklabruck en Haute-Autriche.